# Santa Cruz El Veladero
El Veladero (Santa Cruz), más conocido como El Veladero Pue., es una comunidad situada a 4 km de Ciudad Serdán en el municipio de Chalchicomula de Sesma, en el estado mexicano de Puebla. Cuenta con aproximadamente 1200 habitantes los cuales se dedican la mayoría a trabajos en el campo.

## Historia
Cuando terminó la Revolución Mexicana los sr. Carlos Ortiz, Rosendo Arellano y Fortino Ortiz, hermano del primero se fueron a trabajar al Ferrocarril Mexicano cuya trayectoria era de la Ciudad de México al puerto de Veracruz su trabajo consistió en desempeñar trabajos de peones en el tendido de rieles en el tramo comprendido entre las ciudades de Orizaba y Paso del Macho.
En este periodo de tiempo el Sr. Carlos Ortiz regresa a Santa María Techachalco su tierra natal para visitar a sus familiares, esta etapa coincide con el reparto agrario en Santa María Techachalco, el cual dejó fuera de este beneficio al Sr. Carlos Ortiz, compañeros y paisanos que se encontraban trabajando en el ferrocarril, su inconformidad fue manifiesta y acudieron a la Comisión Local Agraria en Chalcicomula para hacer patente este desagravio apoyándose en el argumento que porque ellos que habían peleado en la revolución por esta causa, no los habían tomado en cuenta para recibir su parcela. Siguieron insistiendo pero no fueron apoyados en ese momento.
Ellos no se dieron por vencidos en este primer intento, puesto que en esos días había un grupo de personas comandadas por un líder campesino llamado Hilario Galicia originario de Chalchicomula que estaba peleando la posesión de las parcelas de las haciendas de San Jerónimo Ometepec y San Pedro Candelaria, entonces el sr. Carlos Ortiz que era amigo del Sr. Hilario Galicia, mejor conocido con el sobrenombre de El Gato Prieto, acudieron a él para enrolarse en esta agrupación pero tampoco prosperó por el antecedente que a Chalchicomula ya había recibido el ejido.
Posteriormente empiezan por invitar a gente de Sta. María Techachalco a radicar en Veladero, y así podemos mencionar que de la hacienda de Candelaria llegaron algunas familias de apellido Apolinar, así como también la familia Luna. De S. Pedro Temamatla integrantes de la familia Arrollo, así como del poblado de las Palmas, otra familia Luna de Sta. Inés la familia Meza, de Boca del Monte la familia Bravo.
Empiezan a ver que el grupo empezaba a tomar la fuerza adecuada y que empezaba a caminar por un buen camino así que quiso utilizar la fuerza para debilitar este movimiento y fue con un grupo de personas a disparar balazos a las afueras del pueblo para asustar a los habitantes que estaban llegando a formar el nuevo pueblo, armó a los habitantes del pueblo para contestar las agresiones.
Pero las agresiones e intimidaciones no terminaron con los ataques al pueblo por el grupo opositor sino que cuando los Señores Carlos Ortiz Lezama, Rosendo Arellano Ortiz y Eulalio Vázquez empezaban con los trámites para la obtención del ejido en la ciudad de Puebla, ya que fueron baleados en el hotel donde estaban hospedados, esta situación hizo que tomaran una serie de precauciones y para tal motivo cuando tenían que ir a la ciudad de Puebla ya nunca tomaron el autobús en Chalchicomula sino que caminaban por la noche sobre la vía del ferrocarril hasta el cruce del mismo con la carretera federal México – Veracruz, cerca del pueblo llamado Rinconada, y de esta manera no se delataron en sus continuos viajes a las oficinas de la Comisión Agraria en la Cd. de Puebla. Se resalta la figura del Sr. Lezama ya que él financió todos los gastos que surgieron ya que el ideal era obtener un ejido.

## Origen del nombre
La superficie de terreno que hoy se conoce como el pueblo de El Veladero era un lugar donde se concentraban todos los pesebres que servían para descanso, alimentación y abrevadero de todos los animales de tiro, carga y ordeña como eran las mulas, caballos, burros, bueyes y vacas, y la razón principal era que en este lugar existían un pozo que abastecía de agua a la hacienda de San Jerónimo Ometepec que se encuentra a escasos ochocientos metros en la parte más alta de la región, así que por comodidad y cercanía a este pozo se construyeron las fuentes, que servían de abastecimiento de agua para los abrevaderos y para la gente que habitaba en la hacienda, los que les encomendaban las tareas de extracción de agua de pozo y alimentar a los animales.
Por esta razón se le llamó El Veladero, ya que cuando bajaban al pozo por la noche se veía la vereda una fila de persona que iban alumbrando con velas, de ahí surge el nombre.